# Синтія Мусунгу
Синтія Шильватсо Мусунгу (англ. Cynthia Shilwatso Musungu; нар. 23 липня 1999, Віхіга, Кенія) — кенійська футболістка, нападниця та атакувальна півзахисниця криворізького «Кривбаса».

## Клубна кар'єра
Народилася в кенійському місті Віхіга. Футбольну кар'єру розпочала в рідному місті, в клубі «Віхіга Квінз». У 2020 році перебралася до Іспанії, де уклала договір з «Логроньйо». За нову команду дебютувала 3 жовтня 2010 року в програному (1:2) домашньому поєдинку 1-го туру Прімера Дивізіону проти «Леванте». Синтія вийшла на поле на 80-й хвилині, замінивши івуарійку Іду Гехаї. У сезоні 2019/20 років виходила на поле в 12-ти матчах вищого дивізіону жіночого чемпіонату Іспанії, забитими м'ячами не відзначалася.  Після цього переїхала до Танзанії, де виступала за «Фантейн Гейт Принцес».
21 березня 2023 року підписала 1,5-річний контракт з «Кривбасом». Проте через логістичні та бюрократичні труднощі прибула до Кривого Рогу лише 10 травня 2023 року. У футболці криворізького клубу дебютувала 14 травня 2023 року в переможному (13:0) домашньому поєдинку 20-го туру Вищої ліги України проти вінницького «ЕМС-Поділля». Синтія вийшла на поле в стартовому складі, на 48-й, 55-й та 70-й хвилинах відзначилася своїми першими голами за «Кривбас», а на 74-й хвилині її замінила Леся Ольхова.

## Кар'єра в збірній
Викликалася до жіночої молодіжної збірної Кенії. Гравець основної обойми жіночої національної збірної Кенії, у складі якої брала участь у кваліфікації Кубку африканських націй 2018 року. У футболці національної команди відзначилася 12-ма голами у 21-му матчі.